# Jeanne Piland
Jeanne Piland (* 3. Dezember 1945 in Raleigh, North Carolina) ist eine US-amerikanische Opernsängerin (Mezzosopran).

## Leben
Piland begann mit 14 Jahren eine Gesangsausbildung. Sie studierte bei Geraldine Cate am St. Mary’s College der University of North Carolina, anschließend bei Gladys White und Carolyn Grant.
Nach ersten Auftritten an kleineren Orten debütierte Piland an der New York City Opera, wo sie auch anlässlich des Dirigentendebüts von Plácido Domingo auftrat. Anschließend sang sie zunächst die jugendlichen Hosenrollen ihres Fachs, Cherubino, Nicklausse und Siebel, außerdem die Lola in „Cavalleria rusticana“.
An ihr langjähriges Stammhaus, die Deutsche Oper am Rhein (in Düsseldorf und Duisburg) engagierte sie Grischa Barfuss 1976 erstmals für den Silla in Hans Pfitzners „Palestrina“.
Anschließend spezialisierte sie sich auf die großen Strauss-Partien (Octavian, Komponist) und Mozart-Rollen (Dorabella, Sesto und Idamante).
Engagements und weitere Erfolge hatte sie in Hamburg, München, Berlin, Semperoper Dresden (zum 75. Jahrestag der Uraufführung 1986 in der Rolle des Octavian als „beste Strauss-Interpretin“ gewürdigt), Wien, Zürich, Mailand, Monte Carlo, Nizza, Amsterdam und am Royal Opera House Covent Garden in London. Es schlossen sich Gastspiele in ihrer amerikanischen Heimat (Houston, Los Angeles, Washington DC und Miami) an. Außerdem war sie in den großen Festivals zu hören (darunter Salzburger Festspiele, Aix-en-Provence).
Als Konzertsängerin erarbeitete sich Piland ein vielfältiges Repertoire, darunter Hector Berlioz’ „Les Nuits d’Eté“, Maurice Ravels „Schéhérazade“, die Lieder von Richard Strauss und Gustav Mahler. Darüber hinaus gab sie zahlreiche Liederabende gemeinsam mit Charles Spencer.
Jeanne Piland ist Professorin an der Robert Schumann Hochschule in Düsseldorf.

## Ehrungen
- Kammersängerin (2003) – Laudatio: Christof Loy

## Rollen (Auswahl)
- Giorgio Battistelli: „Fashion“ (Maria Maria), Uraufführung 2008
- Vincenzo Bellini: „Norma“ (Adalgisa)
- Hector Berlioz: „Les Troyens“ (Didon)
- Georges Bizet: „Carmen“, Vancouver 1991
- Claude Debussy: „Pelléas et Mélisande“ (Mélisande), R: Jean-Pierre Ponnelle
- Gaetano Donizetti: „Roberto Devereux“ (Sara)
- Antonín Dvořák: „Rusalka“ (Fremde Fürstin)
- Karl Goldmark: „Die Königin von Saba“ (Königin), Düsseldorf
- Charles Gounod: „Faust“ (Marguerite)
- Theo Loevendie: „Esmée“ (Esmée), Uraufführung 1994
- Pietro Mascagni: „Cavalleria rusticana“ (Santuzza)
- Jules Massenet: „Werther“ (Charlotte)
- Mozart: „Le nozze di Figaro“ (Cherubino), Regie: Giorgio Strehler, Dirigent: Riccardo Muti
- Jacques Offenbach: „Les Contes d’Hoffmann“ (Giulietta)
- Hans Pfitzner: „Palestrina“ (Silla), Düsseldorf
- Manfred Trojahn: „Was ihr wollt“ (Olivia), Uraufführung Bayerische Staatsoper München
- Pjotr Iljitsch Tschaikowski: „Johanna von Orleans“, R: Harry Kupfer, D: Gerd Albrecht, München
- Gioachino Rossini: „La donna del lago“ (Elena)
- Richard Strauss: „Der Rosenkavalier“ (Octavian, Marschallin), „Ariadne auf Naxos“ (Komponist)
- Ambroise Thomas: „Hamlet“ (Gertrude)
- Giuseppe Verdi: „Don Carlos“ (Eboli)
- Richard Wagner: „Die Walküre“ (Sieglinde), „Parsifal“ (Kundry), „Tannhäuser“ (Venus), „Die Walküre“ (Fricka), R: Claus Guth, D: Simone Young

## Diskographie
- W. A. Mozart: „La finta giardiniera“ (Ramiro)
- Hector Berlioz: „La damnation de Faust“ (Marguerite)
- Jules Massenet: „Thérèse“ (Thérèse)